# Mistrzostwa Japonii w skokach narciarskich
Mistrzostwa Japonii w skokach narciarskich – zawody wyłaniające najlepszych zawodników uprawiających skoki narciarskie w Japonii.
Impreza odbywa się od 1923, od 1962 roku w miejsce pojedynczego konkursu mężczyzn wprowadzono konkursy na dwóch skoczniach, normalnej oraz dużej. Od 2002 roku do programu mistrzostw dołączyła również rywalizacja kobiet. Od 2015 roku zawody są rozgrywane latem.

## Mężczyźni, indywidualnie
| Data      | Miejsce                                             | Złoty medal                                         | Srebrny medal                                       | Brązowy medal                                       | Źr.         |
| --------- | --------------------------------------------------- | --------------------------------------------------- | --------------------------------------------------- | --------------------------------------------------- | ----------- |
| 1923      | Otaru                                               | Umeji Sanuki                                        |                                                     |                                                     | [ 1 ] [ 2 ] |
| 1924      | Takada                                              | Naomitsu Ogata                                      |                                                     |                                                     | [ 1 ] [ 2 ] |
| 1925      | Ōwani                                               | Kaoru Aoyama                                        |                                                     |                                                     | [ 1 ] [ 2 ] |
| 1926      | Toyohara                                            | Motohiko Ban                                        |                                                     |                                                     | [ 1 ]       |
| 1927      | Zawody odwołane ze względu na śmierć cesarza Taishō | Zawody odwołane ze względu na śmierć cesarza Taishō | Zawody odwołane ze względu na śmierć cesarza Taishō | Zawody odwołane ze względu na śmierć cesarza Taishō | [ 1 ]       |
| 1928      | Sapporo                                             | Kenzō Kamizawa                                      |                                                     |                                                     | [ 1 ]       |
| 1929      | Takada                                              | Mitsutake Makita                                    |                                                     |                                                     | [ 1 ] [ 2 ] |
| 1930      | Ōwani                                               | Isamu Sekiguchi                                     |                                                     |                                                     | [ 1 ] [ 2 ] |
| 1931      | Toyohara                                            | Mitsutake Makita                                    |                                                     |                                                     | [ 1 ]       |
| 1932      | Nozawa Onsen                                        | Kinichi Okuyama                                     |                                                     |                                                     | [ 1 ] [ 2 ] |
| 1933      | Sapporo                                             | Masaji Iguro                                        |                                                     |                                                     | [ 1 ] [ 2 ] |
| 1934      | Ōwani                                               | Masaji Iguro                                        |                                                     |                                                     | [ 1 ] [ 2 ] |
| 1935      | Sapporo                                             | Gorō Adachi                                         |                                                     |                                                     | [ 3 ] [ 2 ] |
| 1936      | Ojiya                                               | Toshio Mori                                         |                                                     |                                                     | [ 3 ]       |
| 1937      | Ōdate                                               | Masaji Iguro                                        |                                                     |                                                     | [ 3 ]       |
| 1938      | Sapporo                                             | Takashi Kamegamori                                  |                                                     |                                                     | [ 3 ]       |
| 1939      | Sapporo                                             | Fumio Asaki                                         |                                                     |                                                     | [ 3 ] [ 2 ] |
| 1940      | Takada                                              | Shunichi Kanno                                      |                                                     |                                                     | [ 3 ] [ 2 ] |
| 1941      | Sapporo                                             | Masaji Iguro                                        |                                                     |                                                     | [ 3 ] [ 2 ] |
| 1942      | Ōwani                                               | Masami Ohara                                        |                                                     |                                                     | [ 3 ] [ 2 ] |
| 1943      | Nikkō                                               | Matsutaro Wakamoto                                  |                                                     |                                                     | [ 3 ]       |
| 1944–1945 | Zawody odwołane ze względu na II wojnę światową     | Zawody odwołane ze względu na II wojnę światową     | Zawody odwołane ze względu na II wojnę światową     | Zawody odwołane ze względu na II wojnę światową     | [ 3 ]       |
| 1946–1947 | Zawody odwołane                                     | Zawody odwołane                                     | Zawody odwołane                                     | Zawody odwołane                                     | [ 3 ]       |
| 1948      | Nozawa Onsen                                        | Fumio Asaki                                         |                                                     |                                                     | [ 4 ] [ 2 ] |
| 1949      | Sapporo                                             | Noboru Hoshino                                      |                                                     |                                                     | [ 4 ] [ 2 ] |
| 1950      | Yonezawa                                            | Fumio Asaki                                         |                                                     |                                                     | [ 4 ] [ 2 ] |
| 1951      | Zawody odwołane                                     | Zawody odwołane                                     | Zawody odwołane                                     | Zawody odwołane                                     | [ 4 ]       |
| 1952      | Sapporo                                             | Hiroaki Shibano                                     |                                                     |                                                     | [ 4 ] [ 2 ] |
| 1953      | Ōdate                                               | Hiroshi Yoshizawa                                   |                                                     |                                                     | [ 4 ]       |
| 1954      | Takada                                              | Akio Kasaya                                         |                                                     |                                                     | [ 4 ] [ 2 ] |
| 1955      | Sapporo                                             | Hiroshi Yoshizawa                                   |                                                     |                                                     | [ 4 ] [ 2 ] |
| 1956      | Ōdate                                               | Akio Shibuya                                        |                                                     |                                                     | [ 4 ]       |
| 1957      | Nozawa Onsen                                        | Ankyu Sugiyama                                      |                                                     |                                                     | [ 4 ] [ 2 ] |
| 1958      | Otaru                                               | Hiroshi Yoshizawa                                   |                                                     |                                                     | [ 4 ] [ 2 ] |
| 1959      | Ōwani                                               | Kōichi Satō                                         |                                                     |                                                     | [ 4 ] [ 2 ] |
| 1960      | Takada                                              | Hiroshi Yoshizawa                                   |                                                     |                                                     | [ 4 ] [ 2 ] |
| 1961      | Nagano                                              | Takashi Matsui                                      |                                                     |                                                     | [ 5 ] [ 2 ] |

## Mężczyźni, skocznia normalna
| Data     | Miejsce               | Złoty medal                      | Srebrny medal                   | Brązowy medal         | Źr.                   |
| -------- | --------------------- | -------------------------------- | ------------------------------- | --------------------- | --------------------- |
| 1962     | Sapporo               | Sadao Kikuchi                    |                                 |                       | [ 5 ] [ 2 ]           |
| 1963     | Sapporo               | Sadao Kikuchi                    |                                 |                       | [ 5 ] [ 2 ]           |
| 1964     | Ōwani                 | Sadao Kikuchi                    |                                 |                       | [ 5 ] [ 2 ]           |
| 1965     | Sapporo               | Takashi Fujisawa                 |                                 |                       | [ 5 ] [ 2 ]           |
| 1966     | Ōwani                 | Naoki Shimura                    |                                 |                       | [ 5 ] [ 2 ]           |
| 1967     | Sapporo               | Akemi Taniguchi                  |                                 |                       | [ 5 ] [ 2 ]           |
| 1968     | Ōwani                 | Takashi Fujisawa                 |                                 |                       | [ 5 ] [ 2 ]           |
| 1968     | Ōwani                 | Takashi Fujisawa                 |                                 |                       | [ 5 ] [ 2 ]           |
| 1969     | Otaru                 | Yukio Kasaya                     |                                 |                       | [ 6 ] [ 2 ]           |
| 1970     | Sapporo               | Tadao Narita                     |                                 |                       | [ 6 ] [ 2 ]           |
| 1971     | Sapporo               | Yukio Kasaya                     |                                 |                       | [ 6 ] [ 2 ]           |
| 1972     | Ōwani                 | Hiroshi Itagaki                  |                                 |                       | [ 6 ] [ 2 ]           |
| 1973     | Sapporo               | Masakatsu Asari                  |                                 |                       | [ 6 ] [ 2 ]           |
| 1974     | Sapporo               | Yukio Kasaya                     |                                 |                       | [ 6 ] [ 2 ]           |
| 1975     | Sapporo               | Kōji Kakuta                      |                                 |                       | [ 6 ] [ 2 ]           |
| 1976     | Sapporo               | Manabu Ono                       |                                 |                       | [ 6 ] [ 2 ]           |
| 1977     | Sapporo               | Kazuhiro Akimoto                 |                                 |                       | [ 6 ] [ 2 ]           |
| 1978     | Sapporo               | Kazuhiro Akimoto                 |                                 |                       | [ 7 ] [ 2 ]           |
| 1979     | Ōwani                 | Takao Itō                        |                                 |                       | [ 7 ] [ 2 ]           |
| 1980     | Ōwani                 | Sakae Tsuruga                    |                                 |                       | [ 7 ] [ 2 ]           |
| 1981     | Sapporo               | Hirokazu Yagi                    |                                 |                       | [ 7 ] [ 2 ]           |
| 1982     | Ōwani                 | Masahiro Akimoto                 |                                 |                       | [ 7 ] [ 2 ]           |
| 1983     | Sapporo               | Ken Kimura                       |                                 |                       | [ 7 ] [ 2 ]           |
| 1984     | Semboku               | Masahiro Akimoto                 |                                 |                       | [ 7 ] [ 2 ]           |
| 1985     | Sapporo               | Katsushi Tao                     |                                 |                       | [ 7 ] [ 2 ]           |
| 1986     | Asahikawa             | Masahiro Akimoto                 |                                 |                       | [ 8 ] [ 2 ]           |
| 1987     | Asahikawa             | Terumi Hashimoto                 |                                 |                       | [ 8 ] [ 2 ]           |
| 1988     | Ōwani                 | Akihiro Higashi                  |                                 |                       | [ 8 ] [ 2 ]           |
| 1989     | Tayama                | Akihiro Higashi                  |                                 |                       | [ 8 ] [ 2 ]           |
| 1990     | Tayama                | Akira Satō                       |                                 |                       | [ 8 ] [ 2 ]           |
| 1991     | Kazuno                | Seiji Kawasaki                   |                                 |                       | [ 8 ] [ 2 ]           |
| 1992     | Kutchan               | Hiroya Saitō                     |                                 |                       | [ 8 ] [ 2 ]           |
| 1993     | Hakuba                | Noriaki Kasai                    |                                 |                       | [ 8 ] [ 2 ]           |
| 1994     | Sapporo               | Hitoshi Sakurai                  |                                 |                       | [ 9 ] [ 2 ]           |
| 1995     | Hakuba                | Yoshikazu Norota Masahiko Harada |                                 |                       | [ 9 ] [ 2 ]           |
| 1996     | Hakuba                | Jin’ya Nishikata                 |                                 |                       | [ 9 ] [ 2 ]           |
| 1997     | Nayoro                | Takanobu Okabe                   |                                 |                       | [ 9 ] [ 2 ]           |
| 1998     | Sapporo               | Masahiko Harada                  |                                 |                       | [ 9 ] [ 2 ]           |
| 1999     | Hakuba                | Noriaki Kasai                    |                                 |                       | [ 9 ]                 |
| 2000     | Sapporo               | Masahiko Harada                  |                                 |                       | [ 9 ] [ 2 ]           |
| 2001     | Hakuba                | Masahiko Harada                  |                                 |                       | [ 9 ] [ 2 ]           |
| 2002     | Sapporo               | Takanobu Okabe                   |                                 |                       | [ 9 ] [ 2 ]           |
| 2003     | Hakuba                | Hiroki Yamada                    | Masahiko Harada                 | Takanobu Okabe        | [ 10 ] [ 11 ] [ 2 ]   |
| 2004     | Sapporo               | Keita Umezaki                    |                                 |                       | [ 11 ] [ 2 ]          |
| 2005     | Hakuba                | Masahiko Harada                  | Tsuyoshi Ichinohe               | Hiroki Yamada         | [ 12 ] [ 11 ] [ 2 ]   |
| 2006     | Sapporo               | Hideharu Miyahira                |                                 |                       | [ 11 ] [ 2 ]          |
| 2007     | Hakuba                | Taku Takeuchi                    |                                 |                       | [ 11 ] [ 2 ]          |
| 2008     | Sapporo               | Daiki Itō                        |                                 |                       | [ 11 ] [ 2 ]          |
| 2009     | Zawodów nie rozegrano | Zawodów nie rozegrano            | Zawodów nie rozegrano           | Zawodów nie rozegrano | Zawodów nie rozegrano |
| 2010     | Sapporo               | Taku Takeuchi                    |                                 |                       | [ 11 ] [ 2 ]          |
| 2011     | Hakuba                | Kento Sakuyama                   | Kazuya Yoshioka                 | Kenshirō Itō          | [ 13 ] [ 11 ] [ 2 ]   |
| 2012     | Sapporo               | Kazuya Yoshioka                  | Kazuyoshi Funaki Reruhi Shimizu | –                     | [ 14 ] [ 11 ] [ 2 ]   |
| 2013     | Hakuba                | Kento Sakuyama                   | Hiroki Yamada                   | Kenshirō Itō          | [ 15 ] [ 2 ]          |
| 2014     | Zawodów nie rozegrano | Zawodów nie rozegrano            | Zawodów nie rozegrano           | Zawodów nie rozegrano | Zawodów nie rozegrano |
| 2015 (1) | Hakuba                | Yukiya Satō                      | Reruhi Shimizu                  | Kenshirō Itō          | [ 16 ] [ 2 ]          |
| 2015 (2) | Sapporo               | Kenshirō Itō                     | Taku Takeuchi                   | Kento Sakuyama        | [ 17 ] [ 2 ]          |
| 2016     | Zaō                   | Naoki Nakamura                   | Taku Takeuchi                   | Daiki Itō             | [ 18 ] [ 2 ]          |
| 2017     | Sapporo               | Junshirō Kobayashi               | Ryōyū Kobayashi                 | Hiroaki Watanabe      | [ 19 ] [ 2 ] [ 20 ]   |
| 2018     | Hakuba                | Taku Takeuchi                    | Yukiya Satō                     | Daiki Itō             | [ 21 ] [ 22 ] [ 2 ]   |
| 2019     | Sapporo               | Junshirō Kobayashi               | Keiichi Satō                    | Ryōyū Kobayashi       | [ 23 ] [ 24 ] [ 2 ]   |
| 2020     | Hakuba                | Yukiya Satō                      | Junshirō Kobayashi              | Daiki Itō             | [ 25 ] [ 26 ] [ 2 ]   |
| 2021     | Sapporo               | Ryōyū Kobayashi                  | Keiichi Satō                    | Junshirō Kobayashi    | [ 27 ] [ 28 ] [ 2 ]   |
| 2022     | Hakuba                | Ren Nikaidō                      | Ryōyū Kobayashi                 | Ryōta Yamamoto        | [ 29 ] [ 30 ] [ 2 ]   |
| 2023     | Sapporo               | Naoki Nakamura                   | Ryōyū Kobayashi                 | Asahi Sakano          | [ 31 ] [ 32 ]         |
| 2024     | Hakuba                | Tomofumi Naitō                   | Ryōyū Kobayashi                 | Naoki Nakamura        | [ 33 ]                |

## Mężczyźni, skocznia duża
| Data     | Miejsce | Złoty medal                    | Srebrny medal      | Brązowy medal      | Źr.                 |
| -------- | ------- | ------------------------------ | ------------------ | ------------------ | ------------------- |
| 1962     | Sapporo | Sadao Kikuchi                  |                    |                    | [ 5 ] [ 2 ]         |
| 1963     | Sapporo | Yosuke Etō                     |                    |                    | [ 5 ] [ 2 ]         |
| 1964     | Ōwani   | Yukio Kasaya                   |                    |                    | [ 5 ] [ 2 ]         |
| 1965     | Sapporo | Takashi Fujisawa               |                    |                    | [ 5 ] [ 2 ]         |
| 1966     | Ōwani   | Hiroshi Itagaki                |                    |                    | [ 5 ] [ 2 ]         |
| 1967     | Sapporo | Seiji Aochi                    |                    |                    | [ 5 ] [ 2 ]         |
| 1968     | Ōwani   | Takashi Fujisawa               |                    |                    | [ 5 ] [ 2 ]         |
| 1969     | Otaru   | Yukio Kasaya                   |                    |                    | [ 6 ] [ 2 ]         |
| 1970     | Otaru   | Masukatsu Asari                |                    |                    | [ 6 ] [ 2 ]         |
| 1971     | Sapporo | Akitsugu Konno                 |                    |                    | [ 6 ] [ 2 ]         |
| 1972     | Ōwani   | Hiroshi Itagaki                |                    |                    | [ 6 ] [ 2 ]         |
| 1973     | Sapporo | Hisayoshi Sawada               |                    |                    | [ 6 ] [ 2 ]         |
| 1974     | Sapporo | Mineyuki Mashiko               |                    |                    | [ 6 ] [ 2 ]         |
| 1975     | Sapporo | Takao Itō                      |                    |                    | [ 6 ] [ 2 ]         |
| 1976     | Sapporo | Hiroshi Itagaki                |                    |                    | [ 6 ] [ 2 ]         |
| 1977     | Sapporo | Tomihisa Aiuchi                |                    |                    | [ 6 ] [ 2 ]         |
| 1978     | Sapporo | Takao Itō                      |                    |                    | [ 7 ] [ 2 ]         |
| 1979     | Sapporo | Masahiro Akimoto               |                    |                    | [ 7 ] [ 2 ]         |
| 1980     | Sapporo | Motoshi Iwasaki                |                    |                    | [ 7 ] [ 2 ]         |
| 1981     | Sapporo | Masahiro Akimoto               |                    |                    | [ 7 ] [ 2 ]         |
| 1982     | Sapporo | Satoru Matsuhashi              |                    |                    | [ 7 ] [ 2 ]         |
| 1983     | Sapporo | Hirokazu Yagi                  |                    |                    | [ 7 ] [ 2 ]         |
| 1984     | Sapporo | Hirokazu Yagi                  |                    |                    | [ 7 ] [ 2 ]         |
| 1985     | Sapporo | Yūji Kawamura                  |                    |                    | [ 7 ] [ 2 ]         |
| 1986     | Sapporo | Toshiaki Tao                   |                    |                    | [ 8 ] [ 2 ]         |
| 1987     | Sapporo | Akira Satō                     |                    |                    | [ 8 ] [ 2 ]         |
| 1988     | Sapporo | Sadao Shimizu                  |                    |                    | [ 8 ] [ 2 ]         |
| 1989     | Sapporo | Sadao Shimizu                  |                    |                    | [ 8 ] [ 2 ]         |
| 1990     | Sapporo | Manabu Nikaidō                 |                    |                    | [ 8 ] [ 2 ]         |
| 1991     | Sapporo | Akihiro Higashi                |                    |                    | [ 8 ] [ 2 ]         |
| 1992     | Sapporo | Masahiko Harada                |                    |                    | [ 8 ] [ 2 ]         |
| 1993     | Hakuba  | Takanobu Okabe                 |                    |                    | [ 8 ] [ 2 ]         |
| 1994     | Sapporo | Noriaki Kasai                  |                    |                    | [ 9 ] [ 2 ]         |
| 1995     | Hakuba  | Katsutoshi Chiba               |                    |                    | [ 9 ] [ 2 ]         |
| 1996     | Hakuba  | Jin’ya Nishikata               |                    |                    | [ 9 ] [ 2 ]         |
| 1997     | Sapporo | Masahiko Harada Naoki Yasuzaki |                    |                    | [ 9 ] [ 2 ]         |
| 1998     | Sapporo | Masahiko Harada                |                    |                    | [ 9 ] [ 2 ]         |
| 1999     | Hakuba  | Hideharu Miyahira              |                    |                    | [ 9 ] [ 2 ]         |
| 2000     | Sapporo | Kazuya Yoshioka                |                    |                    | [ 9 ] [ 2 ]         |
| 2001     | Hakuba  | Masahiko Harada                |                    |                    | [ 9 ] [ 2 ]         |
| 2002     | Sapporo | Takanobu Okabe                 |                    |                    | [ 9 ] [ 2 ]         |
| 2003     | Hakuba  | Takanobu Okabe                 | Tsuyoshi Ichinohe  | Daiki Itō          | [ 10 ] [ 11 ] [ 2 ] |
| 2004     | Sapporo | Yūsuke Endō                    |                    |                    | [ 11 ] [ 2 ]        |
| 2005     | Hakuba  | Tsuyoshi Ichinohe              | Kazuyoshi Funaki   | Masahiko Harada    | [ 12 ] [ 11 ] [ 2 ] |
| 2006     | Sapporo | Kazuya Yoshioka                |                    |                    | [ 11 ] [ 2 ]        |
| 2007     | Hakuba  | Keita Umezaki                  |                    |                    | [ 11 ] [ 2 ]        |
| 2008     | Sapporo | Fumihisa Yumoto                |                    |                    | [ 11 ] [ 2 ]        |
| 2009     | Hakuba  | Akira Higashi                  |                    |                    | [ 11 ] [ 2 ]        |
| 2010     | Sapporo | Noriaki Kasai                  |                    |                    | [ 11 ] [ 2 ]        |
| 2011     | Hakuba  | Kazuyoshi Funaki               | Akira Higashi      | Tsuyoshi Ichinohe  | [ 34 ] [ 11 ] [ 2 ] |
| 2012     | Sapporo | Kazuya Yoshioka                | Kazuyoshi Funaki   | Fumihisa Yumoto    | [ 35 ] [ 11 ] [ 2 ] |
| 2013     | Hakuba  | Hiroaki Watanabe               | Kenshirō Itō       | Fumihisa Yumoto    | [ 36 ] [ 2 ]        |
| 2014     | Sapporo | Kento Sakuyama                 | Junshirō Kobayashi | Yukiya Satō        | [ 37 ] [ 2 ]        |
| 2015 (1) | Hakuba  | Yukiya Satō                    | Kenshirō Itō       | Reruhi Shimizu     | [ 38 ] [ 2 ]        |
| 2015 (2) | Sapporo | Kento Sakuyama                 | Noriaki Kasai      | Ryōyū Kobayashi    | [ 39 ] [ 40 ] [ 2 ] |
| 2016     | Hakuba  | Taku Takeuchi                  | Kento Sakuyama     | Noriaki Kasai      | [ 41 ] [ 42 ] [ 2 ] |
| 2017     | Sapporo | Noriaki Kasai                  | Junshirō Kobayashi | Ryōyū Kobayashi    | [ 43 ] [ 44 ] [ 2 ] |
| 2018     | Hakuba  | Daiki Itō                      | Naoki Nakamura     | Keiichi Satō       | [ 45 ] [ 46 ] [ 2 ] |
| 2019     | Sapporo | Ryōyū Kobayashi                | Yūken Iwasa        | Taku Takeuchi      | [ 47 ] [ 48 ] [ 2 ] |
| 2020     | Hakuba  | Yukiya Satō                    | Daiki Itō          | Junshirō Kobayashi | [ 49 ] [ 50 ] [ 2 ] |
| 2021     | Sapporo | Ryōyū Kobayashi                | Yukiya Satō        | Junshirō Kobayashi | [ 51 ] [ 52 ] [ 2 ] |
| 2022     | Hakuba  | Ryōyū Kobayashi                | Ryōta Yamamoto     | Ren Nikaidō        | [ 53 ] [ 54 ] [ 2 ] |
| 2023     | Sapporo | Ren Nikaidō                    | Naoki Nakamura     | Tomofumi Naitō     | [ 55 ] [ 2 ]        |
| 2024     | Hakuba  | Ryōyū Kobayashi                | Ren Nikaidō        | Tomofumi Naitō     | [ 56 ]              |

## Kobiety, skocznia normalna
| Data       | Miejsce | Złoty medal                   | Srebrny medal                 | Brązowy medal   | Źr.                  |
| ---------- | ------- | ----------------------------- | ----------------------------- | --------------- | -------------------- |
| przed 2002 |         |                               |                               |                 |                      |
| 2002       | Sapporo | Izumi Yamada                  |                               |                 | [ 9 ] [ 57 ]         |
| 2003       | Hakuba  | Izumi Yamada                  |                               |                 | [ 11 ] [ 57 ]        |
| 2004       | Sapporo | Rieko Kanai                   |                               |                 | [ 11 ] [ 57 ]        |
| 2005       | Hakuba  | Izumi Yamada                  |                               |                 | [ 11 ] [ 57 ]        |
| 2006       | Sapporo | Izumi Yamada                  |                               |                 | [ 11 ] [ 57 ]        |
| 2007       | Hakuba  | Rieko Kanai                   |                               |                 | [ 11 ] [ 57 ]        |
| 2008       | Sapporo | Izumi Yamada                  |                               |                 | [ 11 ] [ 57 ]        |
| 2009       | Hakuba  | Misa Fueki                    |                               |                 | [ 11 ] [ 57 ]        |
| 2010       | Sapporo | Rieko Kanai                   |                               |                 | [ 11 ] [ 57 ]        |
| 2011       | Hakuba  | Yurika Hirayama               | Kaori Iwabuchi Natsuka Sawaya | –               | [ 58 ] [ 11 ] [ 57 ] |
| 2012       | Sapporo | Sara Takanashi                | Kaori Iwabuchi                | Atsuko Tanaka   | [ 14 ] [ 11 ] [ 57 ] |
| 2013       | Hakuba  | Ayuka Takeda                  | Sara Takanashi                | Misaki Shigeno  | [ 59 ] [ 57 ]        |
| 2014       | Sapporo | Yūka Kobayashi                | Yoshiko Yoshiizumi            | Seiko Koasa     | [ 60 ] [ 57 ]        |
| 2015 (1)   | Hakuba  | Misaki Shigeno Yūka Kobayashi | –                             | Ayuka Takeda    | [ 61 ] [ 57 ]        |
| 2015 (2)   | Sapporo | Sara Takanashi                | Kaori Iwabuchi                | Yūki Itō        | [ 62 ] [ 57 ]        |
| 2016       | Zaō     | Yūka Setō                     | Sara Takanashi                | Kaori Iwabuchi  | [ 63 ] [ 57 ]        |
| 2017       | Sapporo | Sara Takanashi                | Yūki Itō                      | Yūka Setō       | [ 64 ] [ 20 ] [ 57 ] |
| 2018       | Hakuba  | Sara Takanashi                | Yūki Itō                      | Kaori Iwabuchi  | [ 65 ] [ 22 ] [ 57 ] |
| 2019       | Sapporo | Sara Takanashi                | Yūki Itō                      | Nozomi Maruyama | [ 66 ] [ 24 ] [ 57 ] |
| 2020       | Hakuba  | Sara Takanashi                | Yūki Itō                      | Nozomi Maruyama | [ 67 ] [ 26 ] [ 57 ] |
| 2021       | Sapporo | Sara Takanashi                | Nozomi Maruyama               | Yūki Itō        | [ 27 ] [ 28 ] [ 57 ] |
| 2022       | Hakuba  | Sara Takanashi                | Yūki Itō                      | Nozomi Maruyama | [ 68 ] [ 30 ] [ 57 ] |
| 2023       | Sapporo | Yūki Itō                      | Sara Takanashi                | Kurumi Ichinohe | [ 31 ] [ 32 ]        |
| 2024       | Hakuba  | Yūki Itō                      | Sara Takanashi                | Nozomi Maruyama | [ 33 ]               |

## Kobiety, skocznia duża
| Data       | Miejsce                | Złoty medal            | Srebrny medal          | Brązowy medal          | Źr.                    |
| ---------- | ---------------------- | ---------------------- | ---------------------- | ---------------------- | ---------------------- |
| przed 2011 |                        |                        |                        |                        |                        |
| 2011       | Hakuba                 | Atsuko Tanaka          | Seiko Koasa            | Natsuka Sawaya         | [ 69 ] [ 11 ] [ 57 ]   |
| 2012       | Sapporo                | Sara Takanashi         |                        |                        | [ 11 ] [ 57 ]          |
| 2013       | Hakuba                 | Ayumi Watase           | Yoshiko Kasai          | Ayuka Takeda           | [ 70 ] [ 57 ]          |
| 2014–2015  |                        |                        |                        |                        |                        |
| 2016       | Hakuba                 | Sara Takanashi         | Yūki Itō               | Yūka Setō              | [ 71 ] [ 42 ] [ 57 ]   |
| 2017       | Zawodów nie rozegrano. | Zawodów nie rozegrano. | Zawodów nie rozegrano. | Zawodów nie rozegrano. | Zawodów nie rozegrano. |
| 2018       | Hakuba                 | Sara Takanashi         | Yūki Itō               | Kaori Iwabuchi         | [ 72 ] [ 46 ] [ 57 ]   |
| 2019–2020  | Zawodów nie rozegrano. | Zawodów nie rozegrano. | Zawodów nie rozegrano. | Zawodów nie rozegrano. | Zawodów nie rozegrano. |
| 2021       | Sapporo                | Sara Takanashi         | Yūki Itō               | Yūka Kobayashi         | [ 51 ] [ 52 ] [ 57 ]   |
| 2022       | Hakuba                 | Sara Takanashi         | Yūki Itō               | Yūka Setō              | [ 73 ] [ 54 ] [ 57 ]   |
| 2023       | Sapporo                | Sara Takanashi         | Yūki Itō               | Nozomi Maruyama        | [ 55 ] [ 57 ]          |
| 2024       | Hakuba                 | Yūki Itō               | Sara Takanashi         | Nozomi Maruyama        | [ 56 ]                 |